# 事件檢視器
事件檢視器是一個由微軟開發，內建於Microsoft Windows NT作業系統中的元件。它讓使用者能夠透過系統管理員的身份來檢視所使用或遠端電腦的所有事件。Windows Vista中的事件檢視器則重新設計過。